# James Jones (football américain)
Pour les articles homonymes, voir James Jones et Jones.
(en) Statistiques sur pro-football-reference
James Deandre Jones (né le 31 mars 1984 à San José) est un joueur américain de football américain qui évolue au poste du wide receiver en National Football League (NFL) pendant dix saisons, notamment avec les Packers de Green Bay.
Après sept saisons avec les Packers, il joue la saison 2014 pour les Raiders d'Oakland. Il passe l'intersaison 2015 chez les Giants de New York avant de s'engager à nouveau chez les Packers pour la saison régulière. Il est engagé par les Chargers de San Diego en 2016, mais est libéré durant la présaison. 

## Enfance
Jones commence à jouer au football américain au lycée Gunderson de San José où il joue aussi au basket-ball et fait de la course. Lors de sa dernière année, il est le meilleur joueur de l'équipe, évoluant en ce temps au poste de quarterback.

## Carrière

### Université
Il joue ensuite trois saisons dans l'équipe des Spartans de l'université d'État de San José. Il gagne lors de sa dernière année un total de 893 yards à la réception en soixante-dix passes pour inscrire dix touchdowns. Il est élu MVP lors de la première édition du New Mexico Bowl en 2006, recevant six passes pour 106 yards dont deux pour des touchdowns.

### Professionnel

#### Packers de Green Bay
James Jones est sélectionné lors de la draft 2007 de la NFL au troisième tour au 78e choix par les Packers de Green Bay. Il est titulaire lors du premier match de la saison 2007 contre les Eagles de Philadelphie. Il marque son premier touchdown en NFL lors du quatrième match de la saison contre les Vikings du Minnesota en recevant une passe de Brett Favre.
Il est annoncé que Jones est élu rookie de la semaine en NFL après son match contre les Broncos de Denver en recevant trois ballons pour 107 yards dont un touchdown de 79 yards. Il termine sa première saison avec deux touchdowns. La saison 2008 le voit moins jouer (dix matchs) et il marque un touchdown. En 2009, il marque cinq touchdowns et notamment un dans le match des play-offs de cette saison, dans la wild card, contre les Cardinals de l'Arizona mais qui voit Green Bay s'incliner 51-45 dans les prolongations. En 2010, il égale sa performance de 2009 en marquant cinq touchdowns dont deux dans des matchs de play-off contre les Eagles de Philadelphie et les Falcons d'Atlanta. Il remporte avec les Packers le Super Bowl XLV contre les Steelers de Pittsburgh, le 6 février 2011, dans un match où il reçoit cinq passes pour cinquante yards.

#### Raiders d'Oakland
Le 17 mars 2014, Jones signe un contrat de trois ans chez les Raiders d'Oakland. Au cours de la saison 2014, il totalise 73 réceptions pour 666 yards et six touchdowns. Il est libéré par les Raiders l'intersaison suivante le 4 mai 2015.

#### Giants de New York
Le 30 juillet 2015, Jones signe un contrat d'un an chez les Giants de New York. Il est libéré le 5 septembre 2015 peu avant la désignation des joueurs formant l'effectif final.

#### Retour aux Packers de Green Bay
Un jour après sa libération des Giants, Jones signe un contrat d'un an chez les Packers de Green Bay le 6 septembre 2015.

#### Chargers de San Diego
Le 2 août 2016, Jones signe un contrat d'un an chez les Chargers de San Diego. Il est libéré vers la fin du mois le 29 août 2016 peu avant le début de la saison régulière.
Il annonce sa retraite du football américain le 6 septembre 2017 et accepte une position avec NFL Network.